# Europamesterskabet i fodbold 2032 (mænd)
|  | Denne artikel indeholder information om en fremtidig sportsbegivenhed Der kan forekomme spekulativ information, og indholdet kan ændres dramatisk når arrangementet nærmer sig og mere information bliver tilgængelig. |

Europamesterskabet i fodbold 2032 bliver det 19. EM i fodbold. Turneringen bliver afholdt i Italien og Tyrkiet. Kampene vil blive spillet på fem stadioner i hvert land. De vælges i oktober 2026. Rusland forsøgte også at blive værter, men det blev afvist.